# Episodi di Doraemon (serie animata 2005) (nona stagione)
Questa è la lista degli episodi della nona stagione dell'anime 2005 di Doraemon.
In Giappone la stagione è stata trasmessa su TV Asahi, dall'11 gennaio al 30 dicembre 2013, mentre in Italia su Boing, dal 7 settembre 2018 al 1º agosto 2020.

## Episodi
| Nº  | Titolo italiano Giapponese 「Kanji」 - Rōmaji | In onda          | In onda               |
| Nº  | Titolo italiano Giapponese 「Kanji」 - Rōmaji | Giapponese       | Italiano              |
| 270 | L'arte del risparmio 「人間貯金箱」 - Ningen chokin bakoLe avventure del detective Nobita 「誕生!名探偵のび太」 - Tanjō! Meitantei Nobita | 11 gennaio 2013  | 7 settembre 2018      |
| 270 | Nobita è triste, poiché ha sperperato i soldi delle mance di Capodanno e non può più comprare ciò che desidera. Doraemon decide così di aiutarlo, tornando indietro nel tempo e donandogli tre speciali salvadanai per custodire il suo denaro, che lo aiuteranno a comprendere l'arte del risparmio: il primo è "a incastro", il secondo "a ipnosi", il terzo ha invece la forma di un cane aggressivo. Ritornati nel presente, Doraemon scopre che nel frattempo Nobita aveva trovato il modo di aprire i vari salvadanai, ma dà una seconda possibilità al ragazzo e, tramite un chiusky, trasforma Tamako in salvadanaio e associa come codice il numero 1529. In seguito la madre di Nobita pronuncia però casualmente il numero e ottiene così, senza saperlo, tutti i soldi del figlio.Nobita, dopo aver letto un libro dedicato a Sherlock Holmes, decide di diventare come quest'ultimo e si mette alla ricerca di nuovi misteri. Doraemon presta così all'amico il kit da detective e l'occasione adatta arriva quando Shizuka afferma di non riuscire più a trovare un libro che doveva restituire in biblioteca. Poiché il chiusky incolpa lo stesso Nobita, il ragazzo decide di mettersi alla ricerca del volume; scopre così che si trattava del libro riguardante Sherlock Holmes, che lo aveva preso sovrappensiero, e che in un attimo di euforia lo aveva perso: Nobita risolve così il mistero e restituisce all'amica il libro. |                  |                       |
| 271 | Vita da granchi 「カニ食べたい!」 - Kani tabetai!Acquisti nel passato 「時代を超えてお買い物」 - Jidai wo koete okaimono | 18 gennaio 2013  | 10 settembre 2018     |
| 271 | Suneo si vanta con gli amici di poter mangiare dell'ottimo granchio reale, tanto che anche Nobita afferma di poter fare lo stesso; poiché il costo del granchio reale è troppo elevato e Gian è intenzionato a scoprire se l'amico aveva detto la verità, Doraemon fa usare a Nobita uno spray per trasformare la forma di un oggetto. Per sbaglio lo spray viene spruzzato su Doraemon e Nobita, che si trasformano in granchi. Poiché nessuno sembra riconoscerli, dopo aver evitato di essere cucinati da Gian e salvato Shizuka da un leone in fuga, riescono finalmente con l'aiuto di quest'ultima a recuperare il loro aspetto.Nobita desidera acquistare una macchina fotografica, ma non ha abbastanza soldi; in seguito trova nella sua stanza uno strano distributore automatico, utile per fare acquisti nel passato. Dopo averlo usato per fare delle commissioni per i genitori, il ragazzo capisce che in passato era possibile comprare un numero maggiore di oggetti ad un costo minore. Vendendo alcuni vecchi articoli di cancelleria agli amici ottiene del denaro che decide di spendere per assaggiare un cibo del futuro; dopo aver mangiato, si accorge però che i soldi da lui posseduti non bastano per il pagamento. |                  |                       |
| 272 | I maki della fortuna 「ウルトラ恵方巻き」 - Urutora ehō makiUna crema speciale 「雪でアッチッチ」 - Yuki de acchicchi | 25 gennaio 2013  | 11 settembre 2018     |
| 272 | Nobita ha litigato con Shizuka e desidera riconciliarsi con lei; Doraemon mostra così all'amico i maki della fortuna, speciali dolcetti capaci di avverare il desiderio di chi li mangia. Affinché il desiderio si realizzi, devono però essere mangiati senza interruzioni. Al primo tentativo, Nobita viene interrotto dalla madre, mentre al secondo tentativo il ragazzo esprime il desiderio sbagliato, chiedendo di poter terminare il maki senza essere disturbato. Dopo ulteriori contrattempi, il ragazzo riesce infine a fare pace con Shizuka; pur essendo satollo, è costretto però a mangiare dell'ulteriore cibo preparato dall'amica.Gian e Suneo deridono Nobita, poiché non sopporta le basse temperature; Doraemon e Nobita si spalmano allora la crema caldo-freddo, capace di far percepire come caldo ciò che è freddo e viceversa. Inizialmente non sorge alcun problema, ma quando inizia a nevicare i due amici sentono improvvise ustioni; per evitarle sono costretti a ripararsi all'interno di un camion e si addormentano, per poi scoprire che la destinazione del mezzo era una località montana. Nobita e Doraemon cercano allora di tornare a casa, ma si accorgono che un escursionista è rimasto intrappolato fra la neve e decidono di aiutarlo. Il gruppo trova infine una sorgente termale: l'escursionista trova così calore, mentre i due amici al contrario possono "raffreddarsi". |                  |                       |
| 273 | Colpo di fulmine 「スネ夫がひとめぼれ」 - Suneotto ga hitomeboreBagno sotto le stelle 「しずかの宇宙ろてん風呂」 - Shizuka no uchū rotenfuro | 1º febbraio 2013 | 12 settembre 2018     |
| 273 | Suneo ha avuto un "colpo di fulmine" per la sua vicina di casa inglese, Susy; il ragazzo, dopo aver mostrato del cibo invitante, chiede a Nobita, Doraemon e Gian di aiutarlo a conquistare il cuore della ragazza. La situazione si mostra però più difficile del previsto, poiché la giovane apprezza le persone alte, e inoltre sembra preferire Nobita, che invita persino a casa sua. Il ragazzo spinge però Susy ad invitare anche Suneo e a fare con lui amicizia, poiché entrambi condividono la passione per gli animali. Suneo raggiunge così il suo obiettivo, per poi scoprire che la ragazza possiede nella sua stanza numerosi serpenti, rimanendo così terrorizzato.Suneo si vanta con gli amici di aver potuto fare un meraviglioso bagno sotto le stelle, così anche Doraemon e Nobita, tramite una speciale corda e un proiettore, decidono di ricreare la stessa ambientazione nella loro cameretta e invitare Shizuka. I due in seguito cercano numerosi pretesti per entrare nella stanza mentre la ragazza fa il bagno, tanto che alla fine le promettono di trovarle un posto in cui stare in tranquillità, permettendole un bagno sulla Luna. Nobita cerca allora di osservare l'amica tramite un telescopio, ma vede un disco volante e si precipita per salvarla; nel frattempo Shizuka, credendo di essere spiata di nascosto da Nobita, getta dietro a lei una bacinella d'acqua. Gli alieni fuggono così terrorizzati, mentre Nobita viene rimproverato sia da Shizuka che da Doraemon. |                  |                       |
| 274 | Nobita ladro gentiluomo 「怪盗のび太参上!」 - Kaitō Nobita sanjō!I berretti volatili 「バードキャップで大空へ」 - Bādo kyappu de ōzora e | 15 febbraio 2013 | 16 maggio 2020        |
| 274 | Gian e Suneo sottraggono con l'inganno a Nobita una rara carta, raffigurante un velociraptor; Doraemon decide così di aiutare l'amico a recuperare la carta, usando il kit del ladro gentiluomo: tale set permette a chi lo indossa di travestirsi da chiunque, e all'occorrenza di diventare invisibile. Nobita, fingendo di essere la madre di Suneo, riesce nel suo intento: decide così di fare lo stesso con un fumetto che Gian gli aveva rubato. Il ragazzo ha tuttavia preso delle precauzioni, e per due volte Nobita risulta sconfitto; insieme a Doraemon, Nobita prova infine a rubare il fumetto nel cuore della notte. Gian, furibondo, li scopre e preso dalla collera lancia addosso a Nobita il tanto ambito fumetto.Shizuka osserva al parco l'arrivo dei germani reali, ma Nobita, preso dall'entusiasmo, fa scappare tutti gli uccelli. Doraemon decide allora di usare i berretti volatili, chiusky a forma di cappello che permettono a chi li indossa di ottenere le caratteristiche di un determinato uccello: Doraemon sceglie quello del piccione, mentre Nobita e Shizuka rispettivamente quello del passerotto e del cigno. In seguito i tre notano che uno dei germani non riesce più a volare, così decidono di aiutarlo a raggiungere il suo stormo. Gian e Suneo inizialmente cercano di ostacolare i tre, salvo poi aiutarli quando un'aquila li attacca all'improvviso. Il gruppo riesce così nel proprio intento. |                  |                       |
| 275 | 「パパママおうちで大バトル」 - Papa mama ōchi de dai batoru – "Il gioco di sopravvivenza domestica"Qualche linea… di troppo 「かならず当たる?手相セット」 - Kanarazu ataru? Tesō setto | 22 febbraio 2013 | inedito16 maggio 2020 |
| 275 | Suneo legge a Shizuka e alle sue amiche la mano, ma Nobita afferma che lui le sta solo prendendo in giro, non avendo la chiromanzia alcun fondamento reale: per vendicarsi, Suneo predice all'amico un futuro di completa sfortuna. Nobita è demoralizzato, così Doraemon decide di prestargli un chiusky con il quale poter disegnare realmente sul palmo della mano delle linee portatrici di fortuna. Preso dall'enfasi, il ragazzo disegna tuttavia "qualche linea… di troppo", e tutte dalla pagina delle linee della malasorte. Il ragazzo si ritrova così vittima di numerosi eventi sfortunati: viene picchiato da Gian, litiga con Shizuka e rischia di essere colpito da un paio di forbici al volto; Doraemon riesce tuttavia a intervenire in tempo, annullando l'effetto del chiusky. |                  |                       |
| 277 | Il pepetciù volante 「ばくはつコショウ」 - Bakuhatsu koshōLa fioritura dei ciliegi 「何が何でもお花見を」 - Nani ga nandemo ohanami wo | 12 aprile 2013   | 16 maggio 2020        |
| 277 | Nobita si ritrova in ritardo per la scuola, di conseguenza Doraemon gli presta il pepetciù volante: tale chiusky è un particolare tipo di pepe che riesce a provocare nelle persone degli starnuti, la cui forza trasporta la persona che ha sparso il pepe nel luogo in cui desidera recarsi. Più tardi Gian sottrae al ragazzo il pepetciù, chiedendo di andare "a vedere le giraffe". Il ragazzo finisce tuttavia in Africa, di conseguenza Nobita e Doraemon devono andare in suo soccorso.Al contrario dei suoi amici, Nobita non è andato a vedere con la sua famiglia "la fioritura dei ciliegi". Triste per l'amico, Doraemon gli promette di aiutarlo: tramite l'uomo-comando ed il neo parlante con microfono ripeti con me, controlla il corpo della madre di Shizuka e riesce a convincere Tamako ad andare a vedere i fiori di ciliegio con la famiglia; poco dopo compie la medesima azione con Nobisuke, controllando il corpo del suo capo. Tuttavia, il giorno successivo piove, impedendo alla famiglia il pic-nic. La notte stessa, Doraemon riesce però a ricreare i ciliegi in fiore con relativa atmosfera usando svariati chiusky e, grazie inoltre alla sveglia dei sogni, partecipano addormentati al pic-nic anche i genitori e gli amici di Nobita. Il ragazzo, soddisfatto, mostra così il giorno seguente alla madre la foto ricordo dell'evento. |                  |                       |
| 278 | Un viaggio alle Hawaii 「やりクリしてハワイ旅行」 - Yari kuri shite Hawai ryokōLa ninfa celeste 「しずかちゃんのはごろも」 - Shizukachan no hagoromo | 26 aprile 2013   | 23 maggio 2020        |
| 278 | Suneo si vanta con i propri amici del suo viaggio alle Hawaii, facendo nascere anche in Nobita il desiderio di visitare tale arcipelago; i genitori di Nobita, pur essendo allettati dalla proposta, non possono tuttavia accontentare il figlio perché nel mese in questione non hanno abbastanza denaro da spendere; Doraemon utilizza allora la castagna gestisci soldi, un chiusky che per un mese obbliga l'intera famiglia a sacrifici e privazioni di ogni tipo, per ottenere tutto il denaro necessario a effettuare "un viaggio alle Hawaii". Il chiusky adempie il suo compito, tuttavia, passati trenta giorni, la famiglia - divenuta nel frattempo estremamente affamata - preferisce rinunciare al viaggio e spendere tutto il denaro accumulato in cibo.Nobita e Shizuka, per la recita scolastica, decidono di narrare la favola della ninfa celeste, in cui un pescatore decide di restituire a una ninfa la stola che può permetterle di tornare in cielo. Per sollevare Shizuka da terra, Doraemon fa usare alla ragazza la carta volante e la ragazza, entusiasta, prova il chiusky volteggiando nel cielo. Dopo che una folata di vento fa volare via Shizuka, Nobita e Doraemon si recano in suo soccorso e, dopo varie disavventure, la riconducono a casa; nel frattempo e curiosamente, Shizuka ha modo di vivere una versione moderna proprio della favola della "ninfa celeste", dopo aver incontrato un contadino che inizialmente si rifiuta di restituirle la carta volante. |                  |                       |
| 279 | Vivere sulle nuvole 「ひるねは天国で」 - Hirune wa tengoku deDesideri pericolosi 「どくさいスイッチ」 - Dokusai suicchi | 3 maggio 2013    | 23 maggio 2020        |
| 279 | Nobita e Doraemon ritengono che il loro quartiere sia diventato troppo rumoroso, così utilizzando lo spray solidifica nuvole creano un vero e proprio regno del cielo che rende loro possibile "vivere sulle nuvole", invitando anche Shizuka. Gian e Suneo, invidiosi, decidono di impadronirsi con la forza del regno, salvo poi essere duramente rimproverati dagli abitanti del quartiere: infatti la nuvola, rimanendo sempre immobile, oscurava tutte le case a essa sottostanti.Nobita è stanco di subire continuamente prepotenze e si lamenta con Doraemon; quest'ultimo gli mostra un chiusky utilizzato dai dittatori del futuro, il pulsante non c'è più, con il quale è possibile far scomparire una qualsiasi persona, sia dal mondo reale che dai ricordi di chi l'ha conosciuta. Per evitare di essere picchiato da Gian, Nobita ricorre impulsivamente al chiusky; poco dopo, in seguito a un incubo, Nobita fa inoltre scomparire tutte le persone del pianeta. Inizialmente il ragazzo si diverte, poiché può fare ogni cosa che desidera, tuttavia con il passare del tempo Nobita si pente dei suoi "desideri pericolosi", e solo allora appare Doraemon, spiegandogli che in realtà il chiusky "è stato creato per punire i dittatori", riportando tutto alla normalità e spronandolo a dare il meglio di sé. |                  |                       |
| 280 | Troppe mamme 「インスタントママ」 - Insutanto mamaLa scuola di musica 「狙われたジャイアン」 - Nerawareta Jaian | 10 maggio 2013   | 23 maggio 2020        |
| 280 | Tamako è estremamente affaticata per gli impegni e i numerosi lavori domestici, di conseguenza Nobita chiede aiuto a Doraemon per far riposare un po' la madre; grazie al copia e moltiplica, Doraemon dà vita a cinque copie di Tamako, che la aiutano nei vari lavori. Sebbene Tamako sia felice per il pensiero di Nobita, preferisce comunque svolgere le proprie mansioni da sola; Doraemon si accinge così a riportare tutto alla normalità, quando per sbaglio urta e distrugge il chiusky, creando ulteriori ottantotto copie. Dopo aver scoperto un compito in cui Nobita ha preso zero, le varie mamme si arrabbiano e inseguono Nobita; la vera Tamako riuscirà infine a risolvere la situazione.Il vicepreside di una scuola di musica registra Gian mentre canta, e il ragazzo è entusiasta. Tuttavia Suneo dubita delle intenzioni del vicepreside, ritenendo che in realtà egli abbia ordito un malvagio piano: far ascoltare la canzone al preside ripetutamente, con lo scopo di prendere il posto del superiore. In realtà, il vicepreside aveva soltanto intenzione di usare la canzone per la pubblicità della scuola, mostrando che anche persone con la voce di Gian avrebbero potuto cantare in maniera ottima. |                  |                       |
| 281 | Una via di fuga 「脱出!恐怖の骨川ハウス」 - Dasshutsu! Kyōfu no hone gawa hausuLa telepatia 「さとりヘルメット」 - Satori herumetto | 17 maggio 2013   | 30 maggio 2020        |
| 281 | Nobita trova nella propria cameretta il gioco Fuga dalla stanza sigillata, e lo mostra agli amici riuniti nella casa di Suneo. Il chiusky crea un vero e proprio gioco di fuga dal vivo, nel quale i vari amici, Doraemon compreso, devono rispondere a numerose domande per raggiungere infine l'uscita. Alcune delle risposte richieste dal gioco risultano però per gli amici estremamente imbarazzanti, tanto che al termine dell'avventura tutti se la prendono con Nobita.Per evitare Gian, sempre pronto a prendersela con lui, Nobita chiede a Doraemon un aiuto: quest'ultimo gli mostra il casco telepatico, un chiusky che permette a chi lo indossa di leggere nel pensiero delle persone. Tuttavia, Gian si impadronisce del chiusky, e lo usa per sopraffare gli altri, per agire da bullo e per scoprire cosa gli altri ragazzi, tra cui Suneo, pensano realmente di lui. Nobita cerca allora di riprendersi il casco colpendolo con una pallonata, ma Gian, che aveva letto il pensiero del giovane, si sposta; la pallonata colpisce comunque il chiusky, mettendo fine alle prepotenze di Gian, perché Nobita aveva sbagliato a prendere la mira. |                  |                       |
| 282 | La casa volante 「イエコプター」 - Ie koputāIl terribile compleanno di Shizuka 「しずかちゃんの最悪な誕生日」 - Shizuka chan no saiaku na tanjōbi | 24 maggio 2013   | 30 maggio 2020        |
| 282 | Gian parte per un viaggio nel camper di Suneo, e i due si vantano con Nobita; Doraemon, sfruttando un periodo di assenza dei genitori di Nobita, usa un gigantesco copter da porre sopra la loro abitazione, dando vita a una vera e propria "casa volante"; i due invitano inoltre Shizuka a venire con loro. Il viaggio si trasforma tuttavia rapidamente in un incubo, a causa di numerosi imprevisti e del fatto che Nobita, cercando di far viaggiare la casa in maniera automatica, finisce per fondere le batterie del chiusky. Tamako infine torna a casa prima del previsto, di conseguenza i tre non riescono a sostare nel luogo desiderato, e anzi sono costretti a tornare a Tokyo usando la modalità "manuale" del chiusky (consistente nel far muovere il copter pedalando).Il giorno del compleanno di Shizuka, la ragazza si presenta ai suoi amici sporca d'acqua, fango e vernice verde, e senza il proprio portafogli; inoltre, Gian canta al gruppo una canzone, rovinando completamente a tutti la giornata. Doraemon e Nobita decidono così di tornare indietro nel tempo e di fare in modo che a Shizuka non capiti alcuna disavventura; grazie al kit del ninja scappa via, i due si trasformano in veri e propri ninja, e riescono nel loro intento senza farsi scoprire della ragazza. Alla ragazza, finalmente felice, viene infine cantata una canzone di buon compleanno. |                  |                       |
| 283 | Il proverbio cinese 「朱にまじわれ棒」 - Shu ni majiware bōI vantaggi della dolcezza 「ジャイアンがパンダ」 - Jaian ga panda | 31 maggio 2013   | 30 maggio 2020        |
| 283 | Doraemon spiega a Nobita un detto che afferma "se ti mischi al vermiglione, diventi rosso come un peperone" e deriva a sua volta dal proverbio cinese "chi tocca l'inchiostro diventa nero, chi tocca il vermiglione diventa rosso" e riassumibile in pratica nel fatto che "le persone diventano buone o cattive a seconda dell'ambiente" e di coloro che frequentano. Grazie alla bacchetta sforna talenti, Nobita cerca di comprendere meglio il significato del proverbio, tuttavia il ragazzo viene inseguito da Gian e la bacchetta gli viene sottratta da Suneo. Riottenuta la bacchetta, per sfuggire ai bulli i due sono tuttavia costretti a mimetizzarsi entrando a far parte del gruppo dell'accademia della resistenza, il quale urla ripetutamente la parola "resistenza".Gian salva una bambina che stava per essere investita da una macchina, ma la piccola gli piange davanti; il ragazzo è così demoralizzato, e chiede a Nobita e Doraemon un aiuto; quest'ultimo gli fa usare la pandana, una bandana a forma di panda che rende Gian estremamente carino e adorabile agli occhi di tutti. Gian, scoperti "i vantaggi della dolcezza", usa tuttavia il chiusky per compiere innumerevoli prepotenze, fino a quando la bambina lo ringrazia, affermando che aveva pianto dinnanzi a lui solo perché era spaventata. Gian restituisce così a Doraemon la pandana, affermando che "essere carino non fa assolutamente parte della mia personalità". |                  |                       |
| 284 | Regali… inaspettati! 「おみやげフロシキ」 - Omiyage furoshikiMosse di judo 「最強!黒おびのび太」 - Saikyou! Kuro obi Nobita | 7 giugno 2013    | 13 giugno 2020        |
| 284 | Tamako si reca con Nobita e Doraemon a fare visita alla zia, ma si scorda di comprare un regalo; grazie al fazzoletto crea regali di Doraemon, riesce in ogni caso a farle avere un cesto di frutta. Scoperto il funzionamento del chiusky anche Nobita desidera ricevere un regalo, ma tutti i suoi tentativi non vanno a buon fine; in seguito, Gian sottrae inoltre al ragazzo il fazzoletto, finendo tuttavia per perderlo. Grazie a un colpo di fortuna, Nobita riesce infine ad avere ciò che desiderava: il padre, tornando dal lavoro, aveva trovato su un ramo il fazzoletto, e accanto ad esso un biglietto con scritto "la console per videogiochi appena uscita".Gian, spalleggiato da Suneo, decide di dare a Nobita delle lezioni relative alle "mosse di judo", che finiscono tuttavia con lo scaraventare Nobita a terra con violenza. Indignato, Doraemon presta a Nobita la cintura nera, un chiusky che rende Nobita un abilissimo judoka, che porta Nobita a scaraventare ogni persona con cui entra in contatto, tra cui Shizuka e il maestro. Inizialmente desideroso di vendicarsi di Gian e Suneo, in seguito il ragazzo userà la cintura per salvarli da alcuni bulli che li stavano importunando. |                  |                       |
| 285 | L'ultimo concerto di Gian 「ジャイアンの引退コンサート」 - Jaian no intai konsātoUn sogno movimentato 「ユメかんとくいす」 - Yume kantoku isu | 14 giugno 2013   | 13 giugno 2020        |
| 285 | Gian annuncia a tutti che farà un ultimo concerto, per poi ritirarsi; tuttavia, grazie all'estrattore di vere intenzioni, Doraemon scopre rapidamente che in realtà quello di Gian è un bluff: al minimo pretesto il bullo ha infatti intenzione di rimangiarsi la propria affermazione. I ragazzi del quartiere cercano di evitare che ciò accada, assistendo al concerto di Gian senza mostrare la benché minima reazione; a causa di un errore di Nobita e Doraemon, il piano del gruppo va però in fumo, tanto che Gian come previsto afferma "continuerò a cantare per sempre". Di conseguenza, il giorno successivo tutti i ragazzi sono furiosi con Nobita e Doraemon e li ignorano.Suneo si vanta dei propri meravigliosi sogni, nel quale risulta sempre l'eroe o colui che risolve la situazione. Grazie alla sedia del regista di sogni, Doraemon e Nobita riescono a entrare nel sogno di Suneo, tuttavia a causa della poca autostima e della pigrizia di Nobita, e malgrado i numerosi sforzi di Doraemon, Nobita non riesce a fare colpo sulla versione onirica di Shizuka (anch'ella presente nel sogno di Suneo), mentre quest'ultimo finisce per avere la meglio. |                  |                       |
| 286 | Un mondo al contrario 「あべこべ世界ミラー」 - Abekobe sekai mirāIl tunnel segreto di Nobita 「のび太の秘密トンネル」 - Nobita no himitsu tonneru | 21 giugno 2013   | 13 giugno 2020        |
| 286 | Nobita è stanco di essere maltrattato da Gian e Suneo, e di essere costretto a essere difeso da Shizuka; per aiutare l'amico ad avere più fiducia in sé stesso, Doraemon decide così di usare lo specchio del mondo al contrario e fare incontrare a Nobita una versione di sé più forte; nel mondo al contrario, al quale è possibile accedere attraverso lo specchio, Nobita è infatti estremamente forte e prepotente. Giunto nel mondo reale, la versione "al contrario" di Nobita riesce a sconfiggere Gian e Suneo, ma allo stesso tempo rifiuta di tornare nel proprio mondo; grazie a uno stratagemma, Doraemon riesce infine a liberarsi dell'altro Nobita. Shizuka afferma infine che: "se il Nobita del mondo al contrario è così cattivo, è solo perché il Nobita del mondo reale è una persona buona e gentile".Nobita desidera avere dei passaggi segreti che possano farlo fuggire dalla propria cameretta; per aiutare l'amico, Doraemon gli fa usare la larva mangia spazio, un chiusky capace di creare passaggi quadridimensionali. Nobita - malgrado le avvertenze di Doraemon - usa tuttavia la larva in maniera impropria, facendosi infine scoprire da Gian, da Suneo e dalla madre, che per questo risultano furiosi. |                  |                       |
| 287 | La mappa cambia-mappe 「ひっこし地図でおひっこし」 - Hikkoshi chizu de ohikkoshiPubblicità… riflessa! 「かがみでコマーシャル」 - Kagami de komāsharu | 5 luglio 2013    | 20 giugno 2020        |
| 287 | Nobita, dopo essere arrivato per l'ennesima volta in ritardo a scuola, parla con un amico che - abitando accanto alla scuola - giunge sempre puntuale. Basandosi sul medesimo principio, Doraemon fa usare a Nobita la mappa cambia-mappe, un chiusky che permette di scambiare le varie zone della città. Involontariamente, il ragazzo confessa l'esistenza della mappa a Gian e Suneo, che creano confusione aggiungendo nel quartiere monumenti provenienti da tutto il mondo; solo alla fine il gruppo riuscirà a riportare tutto alla normalità, tranne la scuola, rimasta ancora scambiata con un castello tedesco.Doraemon testa un nuovo chiusky in grado di far comparire su ogni specchio ciò che viene riflesso sulla superficie dello specchio trasmittente. Doraemon non trova alcun uso pratico per il chiusky e intende liberarsene, mentre a Nobita viene in mente l'idea di usarlo per fare vita a della vera e propria "pubblicità riflessa". Nobita chiede così a vari negozianti se necessitano di pubblicità, ma con esito negativo; arrivano infine in una piccola pasticceria posta in una strada secondaria e sull'orlo della chiusura, malgrado gli ottimi prodotti. Grazie allo specchio, Doraemon e Nobita riusciranno però ad aiutare il proprietario e a rendere la pasticceria estremamente frequentata. |                  |                       |
| 288 | Il gelato più buono del mondo 「なんでもアイス棒」 - Nandemo aisu bōLa resa dei conti 「決心コンクリート」 - Kesshin konkurīto | 12 luglio 2013   | 20 giugno 2020        |
| 288 | Nobita è invidioso di Suneo perché si vanta di avere sempre a disposizione il Cremolato, ossia il "gelato più buono del mondo". Grazie agli stecchi fabbrica-gelato, in grado di trasformare ogni cibo e oggetto in gelato, Doraemon e Nobita cercano di creare a loro volta un gelato meraviglioso da poter fare poi assaggiare a Shizuka. Venuto a conoscenza dell'intenzione dei due, Gian li obbliga a usare i bastoncini su una particolare e all'apparenza disgustosa miscela da lui creata; il gelato si rivela invece squisito. Suneo, che non aveva potuto tuttavia assaggiarlo, è tuttavia dispiaciuto, così Gian crea una seconda miscela, che invece si rivela disgustosa: Doraemon e Nobita comprendono quindi che la bontà del gelato di Gian che avevano assaggiato era dovuta solo a un gigantesco colpo di fortuna. Nobita vuole diventare uno studente modello e per farlo assume il cemento della determinazione, che obbliga una persona a non distrarsi dal proprio obiettivo fino a quando esso non risulta completato. Nobita usa quindi il chiusky prima per terminare i propri compiti, poi per battere un fuoricampo e infine per dare vita a una vera e propria "resa dei conti" con Gian; in ogni caso, i risultati non sono quelli sperati da Nobita. Trovato infatti il coraggio per sfidare il bullo, anche grazie ai guantoni della parità (che permettono a Nobita di avere la stessa forza di Gian) il ragazzo si ritrova nell'impossibilità di combattere con lui: inizialmente infatti rompe i guanti, e dopo averli aggiustati scopre che Gian è a dormire e che dovrà aspettare il giorno seguente per affrontarlo. |                  |                       |
| 289 | Il ciclismo subacqueo 「深海サイクリング」 - Shinkai saiku ringuLa scherzo-camera 「のび太のドッキリビデオ」 - Nobita no dokkiri bideo | 9 agosto 2013    | 27 giugno 2020        |
| 289 | Suneo si reca con Gian in vacanza al mare, ma non invita Nobita adducendo come pretesto il fatto che il ragazzo non sa né nuotare, né andare in bicicletta. Doraemon mostra allora Nobita la bicicletta subacquea, con la quale è possibile pedalare sotto il livello dell'acqua; il chiusky permette inoltre a chi si trova sulla bicicletta di poter respirare tranquillamente, e di modificare l'inclinazione del suolo secondo le occorrenze. Doraemon e Nobita, insieme a Shizuka, compiono così una pedalata sul fondo dell'oceano, osservando numerose specie di pesci e giungendo infine nel luogo in cui si trovano Gian e Suneo.Nobita finisce vittima de Gli scherzi di Suneo, una candid camera in cui Gian e Suneo riprendono di nascosto varie persone in situazioni buffe; desideroso di rivincita, Nobita ottiene da Doraemon la scherzo-camera, un chiusky capace di creare in maniera automatica degli scherzi per chi viene da esso ripreso. Nobita riprende così numerosi suoi amici, tra cui Gian, Suneo e Shizuka; il ragazzo rimane infine a sua volta vittima di uno scherzo, temendo che Shizuka lo abbandoni per andare a studiare in Italia. |                  |                       |
| 290 | I fiori d'artificio 「花火を育てよう!」 - Hanabi wo sodateyō!I cloni 「分身ハンマー」 - Bunshin hanmā | 16 agosto 2013   | 27 giugno 2020        |
| 290 | A causa della febbre, Nobita non ha potuto assistere ai fuochi d'artificio organizzati da Suneo. Per consolare l'amico, Doraemon decide di usare la stampa fiori d'artificio, un chiusky in grado di far diventare qualsiasi disegno un fuoco d'artificio. Doraemon e Nobita decidono a loro volta di creare un loro spettacolo pirotecnico, al quale in seguito decidono di partecipare anche Shizuka, Gian e lo stesso Suneo. Il gruppo crea numerosi disegni, ma tra essi per sbaglio finisce anche un compito di Nobita in cui il ragazzo ha preso zero; lo spettacolo riscuote un enorme successo, ma al termine di esso per sbaglio appare anche il fuoco d'artificio rappresentante il compito in classe (che Nobita, senza successo, aveva cercato di rimuovere). Il ragazzo viene così deriso da tutti. Nobita deve fare i propri compiti per casa, ma allo stesso tempo vuole passare del tempo con Shizuka; grazie al martello clonante, Doraemon gli permette allora di creare vari cloni di sé. Il ragazzo utilizza i propri cloni per aiutare Shizuka e anche per giocare a baseball, ma a causa di alcuni colpi di sfortuna torna a casa insoddisfatto. Salito nella propria cameretta, Nobita vede che il proprio clone sta ancora facendo i compiti per casa, rimanendo sorpreso: decide così di prendere il posto del clone e di impegnarsi davvero. |                  |                       |
| 291 | Arrivano i mostri 「オバケと暮らした夏休み」 - Obake to kurashita natsuyasumiIl solido combinaguai 「カチンカチンライト」 - Kachin kachin raito | 23 agosto 2013   | 4 luglio 2020         |
| 291 | Nobita organizza una prova di coraggio e invita ad essa i suoi amici; per farlo utilizza la scatola dei fantasmi, un chiusky da dove escono numerosi mostri. La prova di coraggio riscuote un grande successo, tuttavia per sbaglio Nobita rompe la scatola calpestandola. Il ragazzo deve così tenere insieme a Doraemon i fantasmi nella propria cameretta per un giorno, il tempo necessario a ottenere una scatola di ricambio. Da un lato il ragazzo cerca di non far scoprire i mostri alla madre, dall'altro questi ultimi cercano di spaventare più persone possibile (tra cui, con successo, la madre di Suneo). Per sbaglio, Nobita infine distrugge anche la scatola di ricambio, per poi scoprire che un'ulteriore scatola sarebbe stata disponibile solo passati sette giorni.Doraemon e Nobita stanno guardando un programma televisivo, ma a causa dell'improvvisa pioggia sono costretti ad andare a raccogliere il bucato; per non perdere il programma, Doraemon porta allora in giardino la luce solida, un chiusky capace di solidificare tutto ciò che è liquido e gassoso: così facendo, può raccogliere con calma gli abiti dopo la fine del programma. Impressionato dal funzionamento del chiusky, Nobita decide di usarlo anche per fare degli scherzi a Gian e Suneo, che stavano allestendo un barbecue sulla collina dietro la scuola; i due non la prendono bene e anzi inseguono Nobita e Doraemon, per poi accorgersi che nel frattempo le fiamme del barbecue avevano dato vita a un incendio. Grazie alla luce solida il pericolo viene infine scongiurato.                                                             |                  |                       |
| 292 | Una festa in miniatura 「のび太の夏祭り大作戦!」 - Nobita no natsu matsuri dai sakusen!Un posto per studiare 「サハラ砂漠で勉強はできない」 - Sahara sabaku de benkyō wa dekinai | 30 agosto 2013   | 4 luglio 2020         |
| 292 | Tutti i ragazzi del quartiere sono emozionati per la Festa d'estate, che tuttavia viene annullata per maltempo. Poiché Nobita desiderava passare un po' di tempo insieme a Shizuka, decide di creare con Doraemon "una festa in miniatura": grazie alla festa d'estate fai da te Nobita, insieme a Doraemon, Gian e Suneo, riesce infatti a riprodurre la festa originaria sotto al pavimento del tempio locale, nei pressi del quale si sarebbe dovuto tenere l'evento. L'arrivo di un cane sconvolge i festeggiamenti, ma nessuno si perde d'animo, tanto che la festa viene conclusa con la tradizionale danza della gioia.Nobita non riesce a fare i propri compiti per casa, a causa dell'eccessivo caldo e per l'assenza di un "posto per studiare" che risulti adatto. Doraemon decide allora di usare il proietta paesaggi, un chiusky che mediante degli ologrammi crea l'illusione di far trovare qualcuno in un determinato posto. Nessun posto, per differenti motivi, risulta però adatto per il ragazzo; dopo aver provato anche con il deserto del Sahara (riuscendo a salvare un uomo che si era disperso) Doraemon comprende infine che l'unico posto adatto per far studiare l'amico è la casa del maestro. |                  |                       |
| 293 | Il rubinetto energetico 「のび太エネルギーの使い方」 - Nobita enerugī no tsukaikata「はなバルーンで大空に」 - Hana barūn de ōzora ni – "Palloncini" | 6 settembre 2013 | 11 luglio 2020inedito |
| 293 | Tamako non riesce ad aprire il tappo di un barattolo di marmellata, così Doraemon la aiuta usando il rubinetto energetico, un chiusky che permette di usare una maggiore o minore quantità di forza a seconda delle esigenze. Affascinato dal chiusky, Nobita decide di usarlo per dare una lezione a Gian, ma mentre si reca nel luogo della sfida finisce per esaurire tutta la sua energia, trovandosi ad aiutare Shizuka e un'anziana signora. L'assenza di energia risulta infine la chiave della vittoria contro Gian; come infatti osserverà Doraemon: "un albero spoglio non si piega mai al vento, un palloncino preso a pugni potrà solo volare via, e adesso allo stesso modo Nobita privo di forze riesce a resistere a qualsiasi attacco". |                  |                       |
| 294 | Una corsa inarrestabile 「にんげん機関車」 - Ningen kikanshaI funghi Matsutake 「箱庭で松たけがり」 - Hakoniwa de matsutake gari | 18 ottobre 2013  | 11 luglio 2020        |
| 294 | Nobita finisce in coppia con Gian per l'annuale corsa a tre gambe, ma il bullo è scontento della lentezza di Nobita e gli impone di ritirarsi dalla competizione. Poiché il ragazzo non intende arrendersi, Doraemon gli fa usare il fumaiolo velocizzante, capace di trasformare qualsiasi persona in una "locomotiva umana", estremamente veloce e dinamica. L'estrema velocità di Nobita sorprende tutti i suoi amici, Gian compreso, ma rapidamente il ragazzo perde il controllo di sé stesso, dando vita a "una corsa inarrestabile". Per evitare che Nobita si faccia male, Doraemon utilizza dopo varie peripezie un cartello con scritto "capolinea-alt", che riesce a fermare il giovane; nel frattempo Gian, terrorizzato dalla velocità dell'amico, ha però deciso di ritirarsi dalla gara.Suneo si vanta con gli amici dei prelibati funghi Matsutake che ha potuto assaggiare; anche Nobita desiderebbe gustare il loro sapore, tuttavia rapidamente scopre che, a causa dell'elevato costo, i suoi genitori non potranno comprarglieli. Nel frattempo Nobisuke, per rifarsi su un collega sbruffone, desidererebbe andare a pesca presso un torrente d'alta montagna, ma a causa dei numerosi impegni risulta per lui impossibile. Doraemon utilizza allora i set di mini paesaggi: torrente di montagna, ossia delle montagne in miniatura: Nobisuke può così recarsi a pesca di trote, mentre Nobita, insieme a Doraemon e Shizuka, si mette alla ricerca di Matsutake. La sera stessa, dinnanzi a tutte le trote e i funghi raccolti per cena, Tamako rimane infine estremamente sorpresa.                                              |                  |                       |
| 295 | I fantasmi di Halloween 「ハロウィンって何の日?」 - Harouintte nani no hi?Le tre prelibatezze 「味見スプーン」 - Ajimi supūn | 25 ottobre 2013  | 18 luglio 2020        |
| 295 | Dopo aver visto dei bambini festeggiare Halloween andando di casa in casa a chiedere «dolcetto o scherzetto», Shizuka, Dekisugi, Suneo e Nobita decidono di fare altrettanto; Gian, tuttavia, interpreta la festa come un giorno in cui potere ottenere dai ragazzi del quartiere ciò che desidera in maniera gratuita. Per risolvere il problema, Doraemon decide di usare la zucca crea fantasmi, un chiusky capace appunto di far apparire delle creature per spaventare il bullo, ma il piano non ha successo, e quando il gruppo tenta di riprendersi ciò che gli appartiene, Gian utilizza il gadget contro di loro. Si viene così a creare una battaglia contro numerosi fantasmi, che – malgrado il "tradimento" di Suneo – riesce infine a concludersi grazie all'intervento di Nobita e Dekisugi.Suneo si vanta con i propri amici di tutti i cibi che ha assaggiato nel corso dei suoi molteplici viaggi, pur ritenendo caviale, foie gras e tartufo «le tre prelibatezze» per antonomasia. Doraemon, grazie al cucchiaino prova-un-boccone, dà allora a Nobita e ai suoi amici la possibilità di gustare, di fronte a Suneo, i cibi da lui tanto decantati; il gruppo, tuttavia, conclude che alla fine esistono alimenti ben più saporiti, facendo infuriare Suneo. Di ritorno a casa, i ragazzi incontrano la madre di Gian alle prese con un cliente alla ricerca di un pesce estremamente particolare, e Doraemon usa nuovamente il cucchiaino per risolvere la situazione; dopo aver scoperto che si tratta di una pietanza dall'odore nauseabondo, decidono allora di "vendicarsi" ironicamente con l'amico, facendogliela assaggiare.  |                  |                       |
| 296 | Scherzetti a distanza 「マジックハンドでやりたい放題」 - Majikku hando de yaritai hōdaiLe gambe di pietra 「ゴルゴンの首」 - Gorugon no kubi | 1º novembre 2013 | 18 luglio 2020        |
| 296 | Gian ha obbligato Nobita a consegnargli un fumetto che aveva appena comprato, e il ragazzo vorrebbe rientrarne in possesso: Doraemon gli presta così le mani magiche, capaci di permettere veri e propri "scherzetti a distanza", come ad esempio tirare le orecchie o dare spintoni. Nobita riesce nell'intento, ma subito dopo decide di utilizzare il chiusky per divertirsi: si vendica così con Suneo - il quale voleva a sua volta fargli uno scherzo - e mette in imbarazzo sua madre e Shizuka, senza tuttavia farsi scoprire. Doraemon decide allora di punirlo, e dà a Tamako un chiusky dal funzionamento simile, grazie al quale può a sua volta sculacciare Nobita a distanza.Nobita è stanco delle continue punizioni del maestro, le quali consistono nello stare fermo in piedi in corridoio, e chiede a Doraemon un aiuto per poterle affrontare meglio: utilizzando il serpente pietrificante, Nobita potrà far diventare le sue gambe di pietra, così da passare le ore senza fatica. In seguito a una distrazione del ragazzo, il serpente però fugge, pietrificando il maestro, Doraemon, Gian, Suneo e Shizuka; quando tutto sembra perduto, grazie a un colpo di fortuna, Nobita riesce però a mettere fuori uso il serpente e a far tornare tutto alla normalità. |                  |                       |
| 297 | Il segreto di Shizuka 「ヤキイモの気持ち」 - Yakīmo no kimochiUn cielo pieno di stelle 「すい星がギンギラギン」 - Suisei ga gin giragin | 8 novembre 2013  | 25 luglio 2020        |
| 297 | Shizuka adora alla follia le patate dolci al forno, ma essendo per lei fonte di imbarazzo non l'ha mai rivelato a nessuno, e così - quando i suoi amici la trovano con questo alimento nella borsa della spesa - finge di detestarle, regalandole a Nobita. Utilizzando la bacchetta dell'anima - capace appunto di dare vita a oggetti inanimati - Doraemon e Nobita fanno "parlare" una di quelle patate dolci, comprendendo infine "il segreto di Shizuka": la sera stessa, la ragazza può così gustare il suo cibo prelibato, che tanto le ricordava la sua infanzia.Nobita e vari suoi compagni di classe vorrebbero vedere una cometa di passaggio, ma essendo il cielo nuvoloso sono consapevoli che sarà per loro impossibile; Gian e Suneo si vantano tuttavia di aver visto molteplici stelle in passato, al contrario di Nobita. Grazie al martello crea-stelle, Doraemon e Nobita creano così "un cielo pieno di stelle" sostitutivo, accurato e scintillante, rendendo felicissimi Shizuka e altri loro amici; Gian e Suneo, invidiosi, decidono però di distruggere tutto. Le stelle, cadendo, finiscono però per far male ai due bulli, che scappano il lacrime; per la sorpresa di tutti, un grande sprazzo nel cielo nuvoloso permette infine al gruppo di vedere la splendida cometa di cui avevano tanto parlato. |                  |                       |
| 298 | Il samurai 「のび太vs武蔵 巌流島ちょっと前の戦い」 - Nobita vs Musashi ganryūjima chotto mae no tatakai | 15 novembre 2013 | 25 luglio 2020        |
| 298 | Gian è affascinato dalla storia di un samurai, Miyamoto Musashi, e del celebre duello combattuto sull'isola di Funa-jima, che lo aveva reso lo spadaccino più abile del Giappone: si allena così nel kendō all'interno del parco abbandonato, con lo scopo di diventare esperto quanto il suo idolo. Nobita non comprende però l'eccezionalità di Musashi e Gian, sentendosi offeso, lo sfida a duello per il pomeriggio seguente. Doraemon, Nobita e Shizuka tornano allora indietro nel tempo per conoscere il vero Musashi, salvo scoprire che in realtà all'epoca il ragazzo era completamente debole e insicuro: sarà proprio l'incontro con Nobita a cambiarlo in meglio, e anzi il ragazzo - equipaggiato con una spada speciale fornitagli da Doraemon - diventerà proprio il maestro del celebre samurai. Prima di tornare nel presente, il gruppo decide di assistere al duello di Funa-jima, incontrando Musashi mentre si sta recando all'appuntamento; il samurai decide così di sfidare il "maestro", così da dimostrare di essere il miglior spadaccino del Giappone, e durante il combattimento sembra avere la meglio; quando però Musashi afferma che, se avesse vinto, avrebbe chiesto in sposa Shizuka - di cui si era in precedenza innamorato - Nobita tira fuori tutte le sue forze, vincendo l'abile campione. La sera stessa Nobita si presenta al parco per la sfida, ma scopre per sua grande gioia che Gian mentre lo aspettava ha preso l'influenza, e dunque non ci sarà bisogno di combattere con lui. |                  |                       |
| 299 | Gli yeti 「ケガワリング」 - Kegawa ringuUn Natale scintillante 「きらきらクリスマス大作戦」 - Kira kira kurisumasu dai sakusen | 13 dicembre 2013 | 1º agosto 2020        |
| 299 | Nobita e Doraemon soffrono il freddo, così quest'ultimo decide di utilizzare il cerchio crea-pelliccia, capace di far crescere un folto strato di pelo lungo tutto il corpo: i due sono finalmente al caldo, ma mentre passeggiano per la città vengono da tutti scambiati per degli yeti, e si sviluppa una gigantesca caccia nei loro confronti. In seguito a un malinteso con Shizuka e dopo essere stati continuamente braccati da Gian e Suneo, i due decidono di rifugiarsi sull'Himalaya fino al termine dell'effetto del chiusky, finendo però per incontrare uno yeti vero.Doraemon e Nobita vogliono rendere la loro abitazione più "natalizia", utilizzando i cracker brilla e sfavilla, ma per sbaglio è il padre di Nobita ad assaggiarli: con il buio l'uomo diventa così fosforescente, e avendo il giorno seguente un'importantissima riunione teme di fare una figuraccia. Malgrado l'impegno, Nobita non riesce a impedire che il capo e i colleghi scoprano la trasformazione del padre, ma contrariamente a quanto si aspettavano essa viene molto apprezzata dal presidente della ditta. La sera stessa, Nobisuke decide così di replicare - insieme a Doraemon, Nobita, Gian e Suneo - il tutto: mangiando i cracker e volando nel cielo, potranno così regalare "un Natale scintillante" all'intera città. |                  |                       |

## Speciali
Gli episodi speciali di Doraemon vengono trasmessi in Giappone in occasione di eventi o ricorrenze particolari; sono inediti in Italia.
L'episodio 276, sebbene sia compreso nella numerazione degli episodi, è in realtà speciale a tutti gli effetti.
| Nº  | Giapponese 「Kanji」 - Rōmaji - Traduzione letterale | In onda           | In onda  |
| Nº  | Giapponese 「Kanji」 - Rōmaji - Traduzione letterale | Giapponese        | Italiano |
| 276 | 「最強!ころばし屋Ｚ」 - Saikyō! Korobashiya Z – "L'agente che stende Z" | 1º marzo 2013     | inedito  |
| S46 | 「さよならボクのそうじ機」 - Sayonara boku no sōjiki – "Un aspirapolvere da compagnia"「真夏の夜の大航海」 - Manatsu no yoru no dai kōkai – "Un grande viaggio in una notte sulla nave pirata"「ダイスキンドリンク」 - Daisukin dorinku – "Una bevanda gustosa"                                        | 26 luglio 2013    | inedito  |
| S47 | 「真夜中の巨大ドラたぬき」 - Mayonaka no kyodai doratanuki – "La misteriosa creatura nel cuor della notte" | 13 settembre 2013 | inedito  |
| S48 | 「ドラえもんに落書き」 - Doraemon ni rakugaki – "Uno scarabocchio su Doraemon"「燃えよ!ドラミのスケート特訓」 - Moeyo! Dorami no sukētokkun – "Lo speciale allenamento di pattinaggio di Dorami"「タイムマシンがなくなった!!」 - Taimu mashin ga nakunatta!! – "Alla ricerca della macchina del tempo" | 6 dicembre 2013   | inedito  |
| S49 | 「エイコーノトビラ」 - Eikō no tobira – "La porta delle avventure"「おだてジョーズ」 - Odate jōzu – "Il beretto adulatore"「雪山のロマンス」 - Yukiyama no romansu – "Una romantica avventura sulla montagna innevata"                                                                                 | 30 dicembre 2013  | inedito  |